# Triolena hirsuta
Triolena hirsuta là một loài thực vật có hoa trong họ Mua. Loài này được (Benth.) Triana miêu tả khoa học đầu tiên năm 1871.